# Колл, Клаудия
Кла́удия Колл (Claudia Koll; настоящее имя Кла́удия Колачо́не (итал. Claudia Colacione); 17 мая 1965 года, Рим, Италия) — итальянская киноактриса.

## Биография
Родилась 17 мая 1965 года в Риме, Италия.
Первый киноактёрский опыт приобрела, снявшись в эпизоде итальянского сериала «Женщина, полная ошибок» (1988). Дебют на большом экране состоялся с фильмом «Orlando sei» (1989). Известность Клаудии принёс фильм режиссёра Тинто Брасса «Все леди делают это» (1992). Впоследствии в основном играла в театре и снималась в телевизионных проектах.
В 1995 году была ведущей музыкального фестиваля в Сан-Ремо.
В начале 2000-х стала прихожанкой Римско-католической церкви. Вовлечена в гуманитарные миссии и путешествует по всей Италии для подтверждения своей веры и убеждения молодых людей веровать в Бога.

## Фильмография
- 1989 — Orlando sei (сериал) — Лаура
- 1992 — Все леди делают это — Диана
- 1993 — Молодой Муссолини[итал.] — Ракеле Гуиди
- 1994 — Итальянское чудо[итал.] — Мария Карла
- 1995 — Люди на грани нервного срыва[итал.] — Ивонна
- 1998 — Щенок[итал.] — Клаудия
- 2005 — Империя Святого Петра[итал.] — Анна